# Руткіт
Руткіт (англ. root kit — набір root-a) — програма або набір програм для приховування слідів присутності зловмисника або шкідливої програми в системі. Це такий спеціальний модуль ядра, який зламувач встановлює на зламаній ним комп'ютерній системі відразу після отримання прав суперкористувача. Цей набір, як правило, включає різноманітні утиліти для «замітання слідів» вторгнення в систему сніферів, сканерів, кейлоґерів, троянських програм, що заміщають основні утиліти UNIX (у разі неядерного руткіта). Дозволяє порушнику закріпитися в зламаній системі і приховати сліди своєї діяльності шляхом приховування файлів, процесів, а також самої присутності руткіта в системі.
Руткіт може бути встановлений в систему багатьма способами: методом експлойту, після отримання шелл-доступу (в даному випадку може використовувати засіб типу wget або кореневий FTP-клієнт для загрузки руткіта з віддаленого устаткування), в вихідному коді або ресурсах програмного продукту.

## Класифікація руткітів
- За рівнем доступу:
  - Користувацький (user-mode)
  - Ядерний (kernel-mode)
- За принципом дії:
  - ті що змінюють алгоритми виконання системних функцій (Modify execution path)
  - ті що змінюють системні структури даних (Direct kernel object manipulation)

## Додаткові можливості
Руткіт, окрім того що маскує себе, як правило, може маскувати присутність будь-яких описаних в його конфігурації каталогів та файлів на диску або ключів в реєстрі. З цієї причини власне і з'явились руткітні бібліотеки. Багато руткітів також встановлюють в систему свої драйвери та служби (котрі також є замаскованими).

## Антируткіти
Це набори утиліт, що можуть відстежити присутність руткітів та видалити їх (в тій чи іншій мірі). На даний момент на ринку є багато конкурентних платних та безплатних утиліт, проте всі вони використовують той самий принцип дії.
Методи деактивації руткітів:
Відомий алгоритм відлову MEP-руткітів. Суть його роботи полягає в тому, що одна і та ж інформація реєструється декількома способами — з використанням API та напряму, після цього інформацію порівнюється в пошуках розбіжностей. Найчастіше скануються таблиці імпорту та викликів Native API, а також вся файлова система (структурно).
Основний арсенал відлову руткітів базується на нижче перелічених методах:
1. Сигнатурний пошук. Застосовується з часів перших антивірусних систем; це пошук у файлі, що перевіряється, унікального ланцюжка байтів (сигнатури), що є притаманним шкідливій програмі.
2. Поведінковий аналізатор. Ця технологія базується на пошуку відхилень в налаштуваннях системи, конфігураційних файлах Linux чи реєстрі Windows, слідкуванням за підозрілою поведінкою процесів, модулів та ін.
3. Контроль цілісності. Цей тип пошуку базується на порівнянні контрольної суми (MD5 та інші) чи цифрового підпису різноманітних системних файлів з базою, в котрій міститься інформація про контрольну суму оригінальних файлів. В разі розбіжності програма робить висновок що файл або модифікований або повністю замінений.